# Raynaud de La Porte
Pour les articles homonymes, voir La Porte.
Raynaud ou Regnault de La Porte, né vers 1260/1265 et mort en 1325, homme d'Église français, fut évêque de Limoges, archevêque de Bourges et cardinal-évêque d'Ostie et Velletri, puis de Sainte-Praxède.

## Biographie
Issu de la petite noblesse, il est né dans le Limousin, à Allassac, diocèse de Tulle, entre 1260 et 1265.

### Carrière ecclésiastique
Il fut d'abord archidiacre de Combrailles, puis de Limoges et chanoine du chapitre de la cathédrale du Puy. Lorsque son confrère chanoine de Limoges Guy de Neufville devint évêque du Puy en 1292, il fit de lui son vicaire général. Il fut élu évêque à son tour par le chapitre de Limoges le 15 novembre 1294 et fut confirmé à ce poste par Célestin III en avril 1295.
À la tête d'un grand diocèse, de trois cents paroisses, il convoqua un premier synode diocésain dès 1297, un second en 1310 et entreprit l'édification du chœur de sa cathédrale.

### Carrière diplomatique
Il joua un rôle de conciliateur entre Philippe le Bel et Boniface VIII au concile de 1302. Puis Clément V le nomma parmi les huit évêques commissaires pour le procès des Templiers. Il fut présent à la plupart des interrogatoires de novembre 1309 à septembre 1310. En tant qu'évêque de Limoges, il participa encore au concile de Vienne en 1311. Le 31 décembre 1316, il quitta Limoges pour l'archevêché de Bourges d'où, avec Jean de Cherchemont, il réorganisa l'université d'Orléans. Jean XXII l'envoya en Flandre en tant que nonce en 1317.

### Cardinal
Le pape Jean XXII le créa cardinal des saints Nérée et Achillée, lors du consistoire du 20 décembre 1320, et il résida en Avignon. Il fut nommé ensuite cardinal-évêque d'Ostie et Velletri, en mars 1321 puis de Sainte-Praxède le 1er août 1321.
Il décéda en août 1325 et fut, à sa demande, inhumé dans la cathédrale Saint-Étienne de Limoges où se trouve son mausolée.